# Presidenti del Nicaragua
I Presidenti del Nicaragua dal 1821 ad oggi sono i seguenti.

## Capi di Stato del Nicaragua durante la Repubblica Federale del Centro America (1823–1838)
| Presidente della Repubblica                                             | Mandato           | Mandato           |
| Presidente della Repubblica                                             | Dal               | Al                |
| ----------------------------------------------------------------------- | ----------------- | ----------------- |
| Manuel Antonio de la Cerda y Aguilar                                    | 22 aprile 1825    | 22 aprile 1826    |
| Juan Argüello del Castillo y Guzmán                                     | 22 aprile 1826    | 14 settembre 1827 |
| Pedro Benito Pineda de León (sostituto; in ribellione a Granada)        | 17 settembre 1826 | 26 febbraio 1827  |
| Manuel Antonio de la Cerda y Aguilar (in ribellione a León e Granada) : | 27 febbraio 1827  | 7 novembre 1828   |
| Pedro Oviedo de Chinandega (provvisorio)                                | 14 settembre 1827 | dicembre 1827     |
| Juan Argüello del Castillo y Guzmán                                     | 5 agosto 1828     | aprile 1829       |
| Juan Espinosa (sostituto)                                               | aprile 1829       | 12 maggio 1830    |
| Dionisio de Herrera                                                     | 12 maggio 1830    | novembre 1833     |
| Benito Rosales (sostituto)                                              | dicembre 1833     | 10 marzo 1834     |
| José Núñez (sostituto)                                                  | 10 marzo 1834     | 23 aprile 1835    |
| José Zepeda                                                             | 23 aprile 1835    | 25 gennaio 1837   |
| José Núñez (sostituto)                                                  | 25 gennaio 1837   | 12 gennaio 1838   |
| Francisco Jiménez Rubio (sostituto)                                     | 12 gennaio 1838   | 13 marzo 1838     |
| José Núñez                                                              | 13 marzo 1838     | 17 novembre 1838  |

## Presidenti del Nicaragua
| Presidente                                                                | Presidente | Presidente                      | Partito                                  | Dal               | Al                |
| ------------------------------------------------------------------------- | ---------- | ------------------------------- | ---------------------------------------- | ----------------- | ----------------- |
|                                                                           |            | Fruto Chamorro Pérez            | Partito Legittimista                     | 1854              | 1855              |
|                                                                           |            | José María Estrada              | Partito Legittimista                     | 1855              | 1855              |
|                                                                           |            | Patricio Rivas (provvisorio)    | Partito Democratico                      | 1855              | 1857              |
|                                                                           |            | Fermín Ferrer (provvisorio)     | Partito Legittimista                     | 1856              | 1856              |
|                                                                           |            | William Walker                  | -                                        | 1856              | 1857              |
| Giunta di governo (Máximo Jerez Tellería e Tomás Martínez Guerrero (1857) |            |                                 |                                          |                   |                   |
|                                                                           |            | Tomás Martínez Guerrero         | Partito Conservatore                     | 1857              | 1867              |
|                                                                           |            | Fernando Guzmán                 | Partito Conservatore                     | 1867              | 1871              |
|                                                                           |            | Vicente Cuadra                  | Partito Conservatore                     | 1871              | 1875              |
|                                                                           |            | Pedro Joaquín Chamorro y Alfaro | Partito Conservatore                     | 1875              | 1879              |
|                                                                           |            | Joaquín Zavala                  | Partito Conservatore                     | 1879              | 1883              |
|                                                                           |            | Adán Cárdenas                   | Partito Conservatore                     | 1883              | 1887              |
|                                                                           |            | Evaristo Carazo                 | Partito Conservatore                     | 1887              | 1889              |
|                                                                           |            | Roberto Sacasa y Sarria         | Partito Conservatore                     | 1889              | 1893              |
|                                                                           |            | José Santos Zelaya López        | Partito Liberale                         | 1893              | 1909              |
|                                                                           |            | José Madriz                     | Partito Liberale                         | 1909              | 1910              |
|                                                                           |            | Juan José Estrada               | Partito Liberale                         | 1910              | 1911              |
|                                                                           |            | Adolfo Díaz Recinos             | Partito Conservatore                     | 9 maggio 1911     | 1º gennaio 1917   |
|                                                                           |            | Emiliano Chamorro Vargas        | Partito Conservatore                     | 1º gennaio 1917   | 1º gennaio 1921   |
|                                                                           |            | Diego Manuel Chamorro Bolaños   | Partito Conservatore                     | 1º gennaio 1921   | 12 ottobre 1923   |
|                                                                           |            | Bartolomé Martínez              | Partito Conservatore                     | 12 ottobre 1923   | 1º gennaio 1925   |
|                                                                           |            | Carlos José Solórzano           | Partito Conservatore                     | 1º gennaio 1925   | 14 marzo 1926     |
|                                                                           |            | Emiliano Chamorro Vargas        | Partito Conservatore                     | 14 marzo 1926     | 11 novembre 1926  |
|                                                                           |            | Sebastián Uriza                 | Partito Conservatore                     | 11 novembre 1926  | 14 novembre 1926  |
|                                                                           |            | Adolfo Díaz Recinos             | Partito Conservatore                     | 14 novembre 1926  | 1º gennaio 1929   |
|                                                                           |            | José María Moncada              | Partito Liberale                         | 1º gennaio 1929   | 1º gennaio 1933   |
|                                                                           |            | Juan Bautista Sacasa y Sacasa   | Partito Liberale                         | 1º gennaio 1933   | 1º gennaio 1936   |
|                                                                           |            | Carlos Brenes Jarquin           | Partito Liberale Nazionalista            | 9 giugno 1936     | 1º gennaio 1937   |
|                                                                           |            | Anastasio Somoza García         | Partito Liberale Nazionalista (Militare) | 1º gennaio 1937   | 1º maggio 1947    |
|                                                                           |            | Leonardo Arguello Barreto       | Partito Liberale Nazionalista            | 1º maggio 1947    | 27 maggio 1947    |
|                                                                           |            | Benjamín Lacayo Sacasa          | Partito Liberale Nazionalista            | 27 maggio 1947    | 15 agosto 1947    |
|                                                                           |            | Víctor Manuel Román y Reyes     | Partito Liberale Nazionalista            | 15 agosto 1947    | 6 maggio 1950     |
|                                                                           |            | Anastasio Somoza García         | Partito Liberale Nazionalista (Militare) | 21 maggio 1950    | 29 settembre 1956 |
|                                                                           |            | Luis Somoza Debayle             | Partito Liberale Nazionalista (Militare) | 29 settembre 1956 | 1º maggio 1963    |
|                                                                           |            | René Schick Gutiérrez           | Partito Liberale Nazionalista            | 1º maggio 1963    | 3 agosto 1966     |
|                                                                           |            | Lorenzo Guerrero Gutiérrez      | Partito Liberale Nazionalista            | 4 agosto 1966     | 1º maggio 1967    |
|                                                                           |            | Anastasio Somoza Debayle        | Partito Liberale Nazionalista (Militare) | 1º maggio 1967    | 1º maggio 1972    |
| Triumvirato di governo (1º maggio 1972 - 1º dicembre 1974)                |            |                                 |                                          |                   |                   |
|                                                                           |            | Anastasio Somoza Debayle        | Partito Liberale Nazionalista (Militare) | 1º dicembre 1974  | 17 luglio 1979    |
|                                                                           |            | Francisco Urcuyo Maliaños       | Partito Liberale Nazionalista            | 17 luglio 1979    | 18 luglio 1979    |
| Junta de Reconstrucción Nacional (18 luglio 1979 - 10 gennaio 1985)       |            |                                 |                                          |                   |                   |

### Dal 1985
| Presidente | Presidente | Presidente                  | Partito                            | Elezione               | Dal             | Al              |
| ---------- | ---------- | --------------------------- | ---------------------------------- | ---------------------- | --------------- | --------------- |
|            |            | Daniel Ortega               | Frente Sandinista                  | 1984                   | 10 gennaio 1985 | 25 aprile 1990  |
|            |            | Violeta Barrios de Chamorro | Unione Nazionale d'Opposizione     | 1990                   | 25 aprile 1990  | 10 gennaio 1997 |
|            |            | Arnoldo Alemán              | Partito Liberale Costituzionalista | 1996                   | 10 gennaio 1997 | 10 gennaio 2002 |
|            |            | Enrique Bolaños             | Partito Liberale Costituzionalista | 2001                   | 10 gennaio 2002 | 10 gennaio 2007 |
|            |            | Daniel Ortega               | Fronte Sandinista                  | 2006, 2011, 2016, 2021 | 10 gennaio 2007 | in carica       |
|            |            | Rosario Murillo             | Fronte Sandinista                  | -                      | 30 gennaio 2025 | in carica       |